# Штадтфельд, Александр
Кристиан Йозеф Франц Александр Штадтфельд (нем. Christian Joseph Franz Alexander Stadtfeld; 28 апреля 1826, Висбаден — 4 ноября 1853, Брюссель) — бельгийский композитор немецкого происхождения.
Сын военного дирижёра Бенедикта Штадтфельда. Летом 1839 года обратил на себя внимание бельгийского короля Леопольда I, отдыхавшего в Висбадене, благодаря чему был принят в Брюссельскую консерваторию, где обучался в течение десяти лет под личным наблюдением директора консерватории Франсуа Жозефа Фети. В 1849 году за кантату «Сон молодого Сципиона» (фр. Le songe du jeune Scipion, на сюжет книги Цицерона) был удостоен Римской премии, после чего некоторое время жил и работал в Париже. Умер от туберкулёза.
Написал оперу «Гамлет» (1851—1853), отмеченную влиянием Жака Мейербера и предназначавшуюся для парижской оперной сцены, но поставленную посмертно в 1857 году в Дармштадте; для повторной постановки в 1882 году в Веймаре первоначальное французское либретто Жака Гийома было переведено на немецкий Антоном Гирсом. Первая симфония Штадтфельда была сочинена в 1845 году, за нею последовали ещё три, причём последняя, «Триумфальная» (фр. Symphonie triomphale; 1852), несёт на себе следы преодоления зависимости от Людвига ван Бетховена. Штадтфельду принадлежит также несколько оркестровых увертюр, в том числе «Открытие Америки» (фр. La découverte de l'Amérique), три небольшие комические оперы, два концертино для фортепиано с оркестром, месса, несколько камерных сочинений.